# 엔클레이브 (영화)
엔클레이브(Enklava, Enclave)는 독일에서 제작된 고란 라도바노비치 감독의 2015년 드라마 영화이다. 제88회 아카데미상의 아카데미 국제영화상 부문에 출품되었으나 지명받지 못했다.

## 출연
- 네보이샤 글로고바츠
- 아니차 도브라
- 고란 라다코비치
- 메토 요바노프스키